# Palm Treo

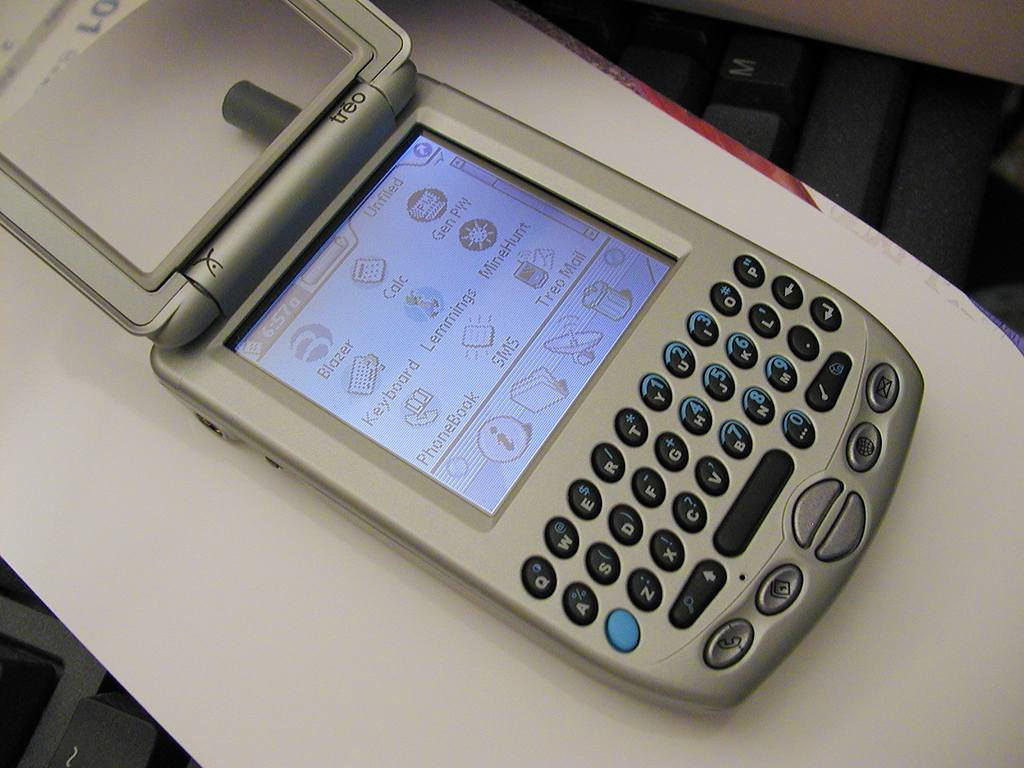
Treo 300

Treo ist ursprünglich eine Produktfamilie von Smartphones auf Palm-OS-Basis des Unternehmens Handspring. 
Nach der Fusion von Handspring mit Palm, Inc. zu palmOne erfolgte die Entwicklung unter der Regie von palmOne (jetzt wieder unter dem Namen Palm). Neuere Treo-Modelle aus dieser Zeit benutzen neben dem hauseigenen Palm OS auch das Betriebssystem Windows Mobile.

## Treo 90
Der Treo 90 war der letzte „reine“ Organizer von Handspring (ohne Telefon). Er bot als erstes Gerät nach dem Prism wieder ein Farbdisplay, diesmal mit 4096 Farben. Dank eines etwas kleineren Displays konnten Ausmaße und Gewicht des PDAs reduziert werden: 113 Gramm bei 10,8 cm × 7,1 cm × 1,6 cm. Besonderheiten des Gerätes waren die für einen Palm-OS-PDA noch ungewöhnliche Tastatur wie bei den Smartphone-Modellen, die Frontklappe mit Fenster fürs Display und der Wechsel hin zu einem SD-Card-Slot (mit Springboard-Slot wären die kompakten Ausmaße nicht zu erreichen gewesen). Als erstes Handspring-Gerät hatte der Treo 90 Palm OS 4.1 zu bieten, während auch spätere Modelle noch mit der 3.5er-Version erschienen. Eine Neuheit, die auch in späteren Treos zu finden ist, war das Telefonbuch, in dem man erstmals Nummern durch Eingeben der ersten Buchstaben eines Namens finden konnte.

## Treo 180/180g
Die Geräte Treo 180 und 180g erschienen Anfang 2002. Diese hatten ein eingebautes Dualband-GSM-Mobiltelefon. Während der Treo 180 den Schritt hin zu einer kleinen, aber vollständigen Tastatur wagte, kam der 180 g für „konservative“ Graffiti-Nutzer ohne aus. Das machte sich unter anderem im Gewicht (140 Gramm statt 147 Gramm beim 180er) bemerkbar, nicht jedoch bei den Ausmaßen (beide 10,8 cm × 7,1 cm × 2,1 cm). Die Ausstattung mit Palm OS 3.5.2H4, 16 Graustufen bei 160×160 Pixeln, 33 MHz CPU und Lithium-Ionen-Akku entsprach früheren PDAs. Herausragend waren jedoch die Telefoniefunktionen, die Handspring integrierte – sogar eine Freisprecheinrichtung gab es im ersten Treo-Smartphone. Die 180er-Serie der Treos waren die ersten in Deutschland erhältlichen Palm-OS-Smartphones. Qualitätsprobleme (Mängel in der Verarbeitung, hohe Ausfallquote) verhinderten den Durchbruch des Smartphones, auch konnte kein Partner bei den großen Mobilnetzbetreibern gefunden werden – entsprechende Ankündigungen von Seiten Viag Interkom wurden nicht umgesetzt. GPRS funktioniert noch nicht von Haus aus, wurde jedoch später von Handspring als kostenloses Update nachgeliefert.

## Treo 270/300
Der Treo 270 entsprach von den Leistungsdaten her dem etwa ein Vierteljahr zuvor erschienenen Treo 180, kam jedoch mit dem Farbdisplay, das auch im Treo 90 Einsatz fand. Außer einem etwa 5 Gramm höheren Gewicht als der 180er sind kaum Unterschiede festzustellen. Die Geräte wurden allerdings mit einem leistungsstärkeren Akku ausgestattet, sodass sich die Betriebsdauer beim Wechsel vom Schwarz-Weiß- zum Farbdisplay nicht wie damals üblich verschlechterte, sondern deutlich verbesserte. Die Version Treo 300 war ein CDMA2000-Modell und somit für den deutschen Markt uninteressant. Auch für den Treo 270 konnte kein Mobilnetz-Partner gefunden werden. Die Produktion des Treo 270 wurde im Sommer 2004 eingestellt, und der Support leidet bis heute unter der direkt danach erfolgten Fusion von Handspring mit Palm zu palmOne: Supportseiten existieren nicht mehr oder werden auf die Startseite von palmOne umgelenkt, die SDKs für Software-Entwickler sind schwierig zu finden etc.

## Treo 500/500v
Der Treo 500v ist das erste und einzige Gerät von Palm ohne Touchscreen. Es hat eine QWERTZ-Tastatur und läuft mit dem Betriebssystem Windows Mobile 6 Standard. Es war als „kleiner“ Bruder des Treo 750 gedacht.

Technik

Gewicht (mit Akku): 120 gr

Maße in mm (ohne Antenne): 61,4 × 109,9 × 16,8

Akku-Kapazität (Herstellerangaben in Std.):

GSM: Gesprächszeit 4,5 | GSM: Stand-by-Zeit 240 | UMTS: Gesprächszeit 4,5 | UMTS: Stand-by-Zeit 240

Li-Ionen-Akku

Triband, GPRS, UMTS

Bluetooth: 2.0 + EDR

Datenrate Empfangen und Senden (Herstellerangabe): 384 Kbit

Mobile TV via UMTS

Display: 320 × 240 px (=49,5 × 37,1 mm), 65.536 Display-Farben, kein Touchscreen

Kamera: Auflösung Fotos: 1,9 MP, digitaler Zoom: 2,4 | Auflösung Videos: 320 × 240 px

2,5 mm Klinkenbuchse für Kopfhörer

Speicherkapazität intern: 128 MB, microSD-Kartenslot (unter Akku)

## Treo 600
Das letzte Gerät von Handspring überhaupt sollte wieder ein Smartphone sein. Im Unterschied zu allen anderen Modellen der Treo-Reihe hatte der Treo 600 keine Klappe und lief auf Palm OS 5 (Garnet, genauer: 5.2.1H) Als Quadband-Mobiltelefon ist das Treo 600 fast überall auf der Welt einsetzbar. Als erstes Smartphone von Handspring bot es einen SD-Erweiterungsslot, wie ihn sonst nur noch der Treo 90 besitzt (s. o.). 32 MB RAM und 144-MHz-Prozessor sorgten für deutlich kürzere Latenzzeiten beim Wechsel zwischen Applikationen und beim Tippen. Der Fünfwege-Navigator vereinfachte die Bedienung, mit der integrierten Digitalkamera lassen sich immerhin Schnappschüsse machen (oder zum Beispiel die Umgebungshelligkeit messen und die Hintergrundbeleuchtung entsprechend einstellen). Mit 168 Gramm war der Treo 600 kein Leichtgewicht, lag aber dank des runden Gehäuses angenehm in der Hand. Abmessungen: 11,2 cm × 6 cm × 2,2 cm, immerhin konnte Handspring das Gerät also schmaler machen. Aufgrund enorm hoher Preise und sehr später Einführung in Europa blieb auch diesem Gerät der ganz große Durchbruch versagt. Technisch konnte er mit den aktuellen Geräten der Konkurrenz nicht ganz mithalten; so fehlten auch beim Treo 600 ein hochauflösendes Display und eine eingebaute Bluetooth-Schnittstelle (der Datenaustausch musste via USB-Kabel erfolgen). Diese Mängel wurden beim Nachfolger Treo 650 beseitigt, der aber bereits unter der Regie von palmOne erschien.

## Treo 650

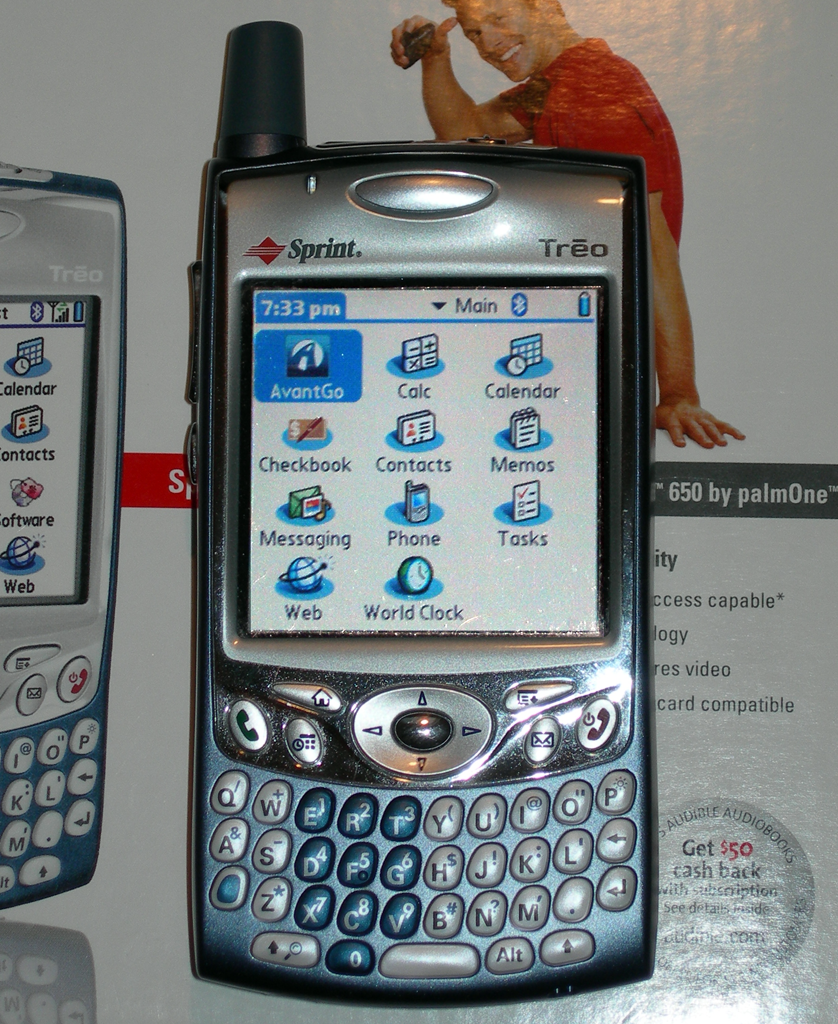
Treo 650 CDMA

Der Treo 650 ist seit dem vierten Quartal 2004 in den USA auf dem Markt (Verkauf bis Ende 2004 nur durch die US-Telefongesellschaft Sprint Nextel) und besitzt im Gegensatz zu den Vorgängern unter anderem ein hochauflösendes Display (320×320 Pixel), Bluetooth-Unterstützung, EDGE, nichtflüchtiges RAM (NVFS), einen schnelleren 312-MHz-Prozessor und eine verbesserte VGA-Digitalkamera. In den USA ist auch eine CDMA2000-Version des Treo 650 verfügbar.
In Deutschland war das Gerät seit dem 10. März 2005 auf dem Markt. Nach der Vorstellung des Gerätes in einem Artikel auf Golem.de war zunächst lange spekuliert worden, ob das Smartphone überhaupt von einem der vier deutschen Mobilfunknetzbetreiber angeboten werden würde. Seit Sommer 2005 war der Treo 650 dann bei e-Plus zu bekommen.
Weil das Smartphone Stoffe enthält, die nach der bereits im Januar 2003 verabschiedeten europäischen RoHS-Verordnung nicht mehr erlaubt sind, darf es seit dem 1. Juli 2006 in Europa nicht mehr vertrieben werden. Ausgenommen von diesem Verbot bleiben nur alte Lagerbestände.
Die Verwaltung des neu eingeführten nichtflüchtigen Speichers mittels NVFS sorgte direkt nach dem Verkaufsstart für Negativschlagzeilen (Heise-Newsticker): Der Treo 650 speicherte Daten wesentlich ineffizienter als das nominell gleichwertig ausgestattete Vorgängermodell Treo 600, sodass für den Anwender weniger Arbeitsspeicher zur Verfügung stand. Palm legte daraufhin bei etlichen Käufen eine 128-MB-SD-Karte bei und stellte schließlich einen Patch bereit, der das Problem endgültig löste.
| Betriebssystem     | Palm OS 5.4.8                                                               |
| Display            | 65.536 Farben, transflektives TFT, 320×320 Pixel                            |
| Speicher           | 21 MB RAM (NVRAM)                                                           |
| Prozessor          | 312 MHz Intel XScale                                                        |
| Erweiterungskarten | SD, SDIO und MMC                                                            |
| Schnittstellen     | USB Multi-Connector, Infrarot, Bluetooth 1.1, 2,5 mm Klinkenstecker         |
| Kamera             | 0,3 Megapixel VGA-Kamera (Foto- und Videoaufnahme) mit 2-fachem Digitalzoom |
| Stromversorgung    | Lithium-Ionen Akku, 1800 mAh                                                |
| Gewicht            | 178 g                                                                       |
| GSM                | 850/900/1800/1900 MHz, GPRS, EDGE                                           |

## Treo 680

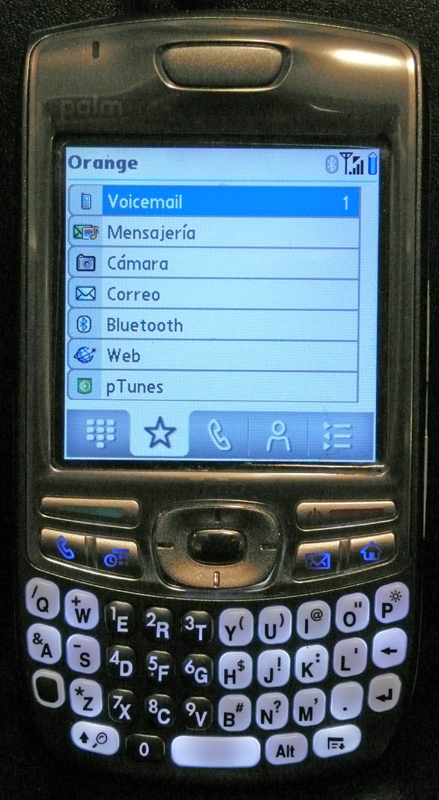
Treo 680

Der Treo 680 wurde am 12. Oktober 2006 als Low-End-Modell vorgestellt. Er verfügt über folgende Daten:
| Betriebssystem     | Palm OS 5.4.9 (Garnet)                                                      |
| Display            | 65.536 Farben, transflektives TFT, 320×320 Pixel                            |
| Speicher           | 64 MB RAM (NVRAM)                                                           |
| Prozessor          | 312 MHz Intel XScale                                                        |
| Erweiterungskarten | SDHC (bis zu 32 GB Speicher), SDIO und MMC                                  |
| Schnittstellen     | USB Multi-Connector, Infrarot, Bluetooth 1.2, 2,5 mm Klinkenstecker         |
| Kamera             | 0,3 Megapixel VGA-Kamera (Foto- und Videoaufnahme) mit 2-fachem Digitalzoom |
| Stromversorgung    | Lithium-Ionen Akku, 1200 mAh                                                |
| Gewicht            | 157 g                                                                       |
| GSM                | 850/900/1800/1900 MHz, GPRS, EDGE                                           |

Optisch ähnelt das Smartphone dem 750v (also insbesondere ohne Antennenstummel); außerdem ist es (zumindest in den USA) in vier Farben verfügbar. Obwohl es nicht als Nachfolger des Treo 650 vorgestellt wurde, wird der Treo 680 nach dem Verkaufsstopp des 650er in Europa (s. o.) als Nachfolger betrachtet. Die meisten Änderungen sind optischer Natur, Ausnahmen sind unter anderem der größere Speicher, Bluetooth 1.2 statt 1.1 und die optischen Verbesserungen. Leider liegt die Akkulaufzeit weit hinter dem des Treo 650 – auch nach einem Softwareupdate. Prinzipiell sollten mit dem Treo 680 Kunden angesprochen werden, die bis jetzt noch kein Smartphone gekauft hatten bzw. kaufen wollten.
Als Kritikpunkte wurden nach der Präsentation die fehlende WLAN- und UMTS-Unterstützung (auch nicht nachrüstbar) genannt; zudem ist auffällig, dass Palm weiterhin das PalmOS 5 verwendete. Hierbei darf allerdings nicht vergessen werden, dass WLAN und UMTS in einem Smartphone bisher kaum verfügbar waren und das PalmOS gegenüber der Originalversion deutlich erweitert wurde.
Anfang 2008 wurde von Palm ein Firmware-Update für den Treo 680 bereitgestellt. Dieses aktualisiert etliche Komponenten des Betriebssystems. In den meisten Anwendungsfällen ergibt sich durch das Update eine verbesserte Akkulaufzeit und Zuverlässigkeit des Gerätes. Zudem wurden einige bereits zuvor veröffentlichte Aktualisierungen und Patches aufgenommen, etwa die Unterstützung von Direct-Push bei Exchange-Active-Sync-Konten im E-Mail-Client.
Unmittelbar nach dem Treo-680-Update auf Version 2.12 brachte Palm den Centro für GSM-Netze auf den Markt. Dieser bietet im Wesentlichen die Funktionalität des Treo 680, allerdings in einem deutlich kleineren Gehäuse.

## Treo 700w
Der Treo 700w wurde am 25. September 2005 vorgestellt und ist seit dem 5. Januar 2006 in den USA beim Mobilfunkprovider Verizon verfügbar. Im Gegensatz zu den anderen Treo-Modellen ist er bisher nur in einer Version für das amerikanische CDMA2000-Netz erhältlich. Es ist unklar, ob jemals eine GSM-Variante verfügbar sein wird. Als erster Organizer von Palm verwendet der Treo 700w Windows Mobile 5.0 statt Palm OS. Die Gründe für den Betriebssystemwechsel wurden nicht bekanntgegeben, allerdings ist zu vermuten, dass seitens der Provider ein Smartphone mit dem Windows-Betriebssystem (das hinsichtlich der Marktanteile Palm OS inzwischen überholt hat) und der guten Bedienung des Treos gewünscht wurde.
Die technischen Daten sind für ein Windows Mobile Smartphone gut, verglichen mit neueren Windows Mobile Handhelds aber bescheiden:
| Betriebssystem     | Windows Mobile 5.0.2.x Phone Edition                                                     |
| Display            | 240×240-Pixel-TFT                                                                        |
| Speicher           | 128 MB RAM (NVRAM) (62,95 MB Arbeitsspeicher, 25,45 MB Programmspeicher), nicht-flüchtig |
| Prozessor          | 312 MHz Intel XScale                                                                     |
| Erweiterungskarten | SDHC, SDIO und MMC                                                                       |
| Schnittstellen     | USB Multi-Connector, Infrarot, Bluetooth 1.2, 2,5 mm Klinkenstecker                      |
| Kamera             | 1,3 Megapixel VGA-Kamera (Foto- und Videoaufnahme) mit 2-fachem Digitalzoom              |
| Stromversorgung    | Lithium-Ionen Akku, 1200 mAh                                                             |
| Gewicht            | 180 g                                                                                    |
| GSM                | CDMA2000 EVDO, 1800/900 MHz                                                              |

## Treo 700p

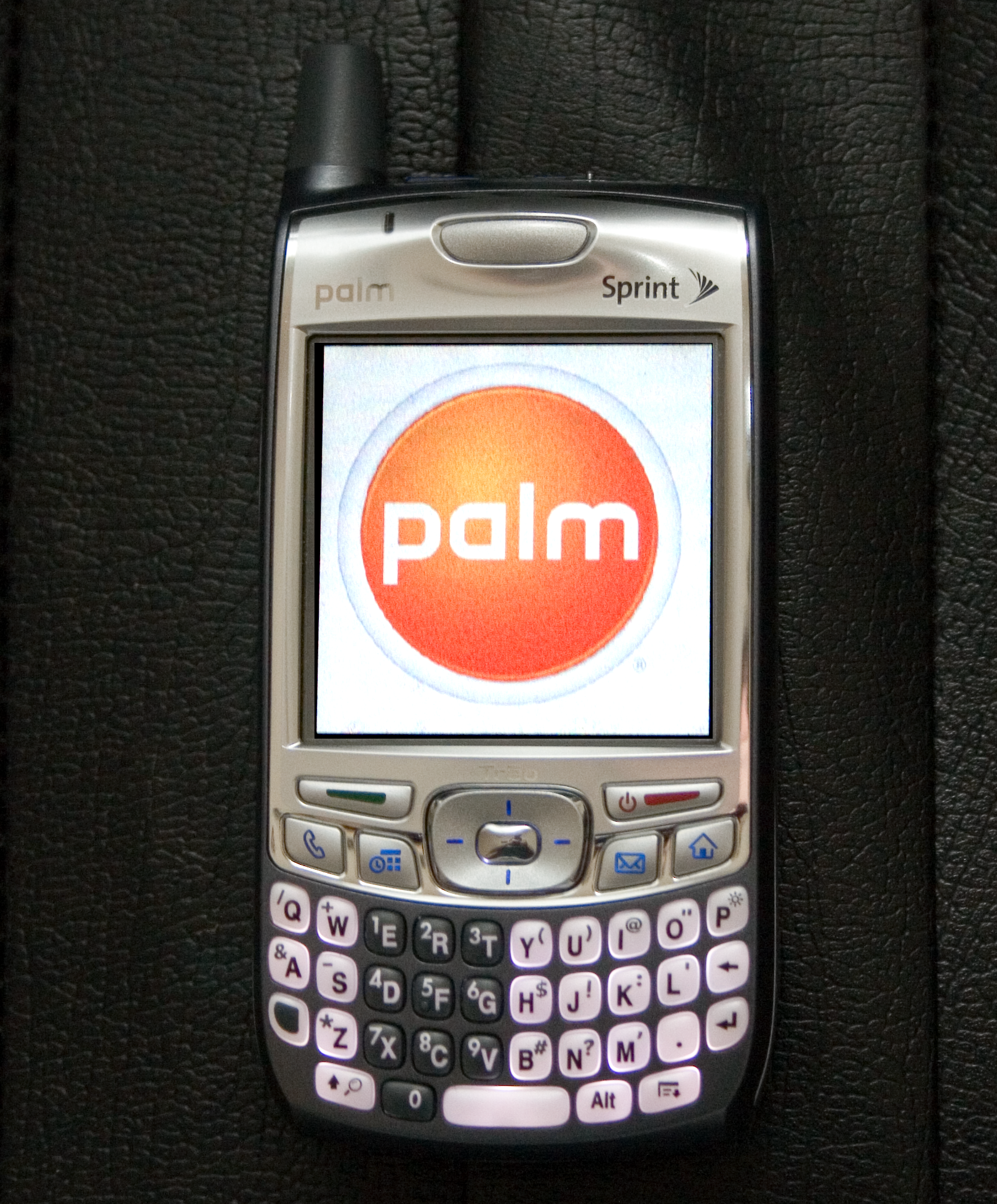
Treo 700p CDMA

Auch der Treo 700p war nicht als GSM-Version verfügbar. Er verfügte über folgende Eigenschaften:
- Palm OS 5.4.9 (Garnet)
- 320×320 Pixel TFT
- Intel XScale 312 MHz Prozessor
- 128 MB nichtflüchtiger Speicher
- Bluetooth 1.2
- 1,3-Megapixel-Kamera (Videos 352×288)
- Schnittstelle für MMC-, SD- oder SDIO-Karte
- CDMA2000 EVDO, 1800/900 MHz
- Die Palm-WiFi-Karte wird nicht unterstützt.

## Treo 750/750v
Vom Treo 750 gibt es zwei Varianten: den „normalen“ Treo 750 und den von Vodafone gebrandeten 750v.
- Codename Lennon
- Windows Mobile 5.2 Pocket PC Phone Edition
- 65.536 Farben
- 1,3-Megapixel-Kamera
- Samsung SC32442A 300 MHz
- Flash ROM: 128 MB
- RAM: 64 MB
- GSM/GPRS/EDGE/UMTS
- MiniSD
- Bluetooth 1.2
- Gewicht: 151 Gramm

## Treo 800w
Den Treo 800w gab es nur für etwa sechs Monate in den USA als CDMA-Gerät.
- Windows Mobile 6.1 Professional
- 2,4-Zoll-Display, 320×320 Pixel
- 65.536 Farben
- 2-Megapixel-Kamera
- TI-Omap-2430-Prozessor 333 MHz
- ROM: 256 MB
- RAM: 128 MB (SDRAM)
- CDMA2000 EVDO, 1800/900 MHz
- MicroSDHC, SDIO
- GPS-Modul, WLAN IEEE 802.11g, Bluetooth 2.0
- Größe: 58×112×19 mm
- Gewicht: 140 g

## Centro
Am 27. September 2007 stellte Palm in den USA den Centro vor. Es handelt sich um ein mit dem Treo 680 nahezu identisches Gerät, abgesehen davon, dass es etwas kleiner ist und die Kamera eine höhere Auflösung bietet. In Deutschland ist der Palm Centro seit März 2008 erhältlich. Insbesondere die Software wurde nicht wesentlich verändert, allerdings wird der Kartendienst Google Maps mitgeliefert. Weil der Centro aber weder einen GPS-Empfänger noch ein WLAN-Modul besitzt, ist eine Positionsbestimmung nur anhand von GSM-Funktürmen oder über externe GPS-Empfänger möglich.
Auch der Centro korrigiert das Bild von Palm nicht, wonach das Unternehmen seit Jahren eine mehr oder minder unveränderte Hard- und Softwareplattform anbietet (wenn auch mit laufenden Preisreduktionen), und wonach das ehemals sehr innovative Unternehmen nicht mehr in der Lage ist, der Konkurrenz auf dem Smartphone-Markt durch wirkliche Neuentwicklungen Paroli zu bieten.
Im Januar 2009 stellte Palm jedoch das Smartphone Palm Pre mit dem völlig neu konzipierten Betriebssystem WebOS vor.

## Treo Pro
Den Treo Pro gab es als „Treo 850“ in den USA als CDMA-Gerät.
- Windows Mobile 6.1 Professional
- 2,5-Zoll-Display, 320×320 Pixel
- 65.536 Farben
- 2-Megapixel-Kamera mit Video-Aufnahme
- Qualcomm MSM7201 400 MHz
- ROM: 256 MB (100 MB frei)
- RAM: 128 MB (SDRAM)
- Radio, HSDPA/UMTS/EDGE/GPRS/GSM
- Triband-UMTS – 850, 1900, 2100 MHz
- Quadband-GSM – 850, 900, 1800, 1900 MHz
- in den USA CDMA2000 EVDO, 1800/900 MHz
- Wi-Fi 802.11b/g mit WPA, WPA2, 801.1x-Authentifizierung
- MicroSDHC
- GPS-Modul, WLAN IEEE 802.11g, Bluetooth 2.0
- Größe: 60×114×13,5 mm (2,36"×4,49"×0,53")
- Gewicht: ca. 133 g (4,69 oz)

## Vergleich der Treos (ab 600)
|                      | Treo 600                                                         | Treo 650                                                            | Treo 680                                                            | Centro                                                              | Treo 700w                                                           | Treo 700p                                                           | Treo 750(v)                                                         | Treo 800w                                                     | Treo Pro                                                                        |
| Markteinführung      | 3. Quartal 2003                                                  | 3. Quartal 2004                                                     | 12. Oktober 2006                                                    | 5. März 2008                                                        | 5. Januar 2006                                                      | 2. Quartal 2006                                                     |                                                                     |                                                               |                                                                                 |
| Betriebssystem       | Palm OS 5.2.1H                                                   | Palm OS 5.4.8                                                       | Palm OS 5.4.9                                                       | Palm OS 5.4.9                                                       | Windows Mobile 5.0                                                  | Palm OS 5.4.9                                                       | Windows Mobile 5.2                                                  | Windows Mobile 6.1                                            | Windows Mobile 6.1                                                              |
| Display              | 4.096 Farben, CSTN, 160×160 Pixel                                | 65.536 Farben, transflektives TFT, 320×320 Pixel                    | 65.536 Farben, transflektives TFT, 320×320 Pixel                    | 65.536 Farben, transflektives TFT, 320×320 Pixel                    | 65.536 Farben, transflektives TFT, 240×240 Pixel                    | 65.536 Farben, transflektives TFT, 320×320 Pixel                    | 65.536 Farben, transflektives TFT, 240×240 Pixel                    | 65.536 Farben, transflektives TFT, 320×320 Pixel              | 65.536 Farben, transflektives TFT, 320×320 Pixel                                |
| Speicher             | 32 MB RAM                                                        | 21 MB RAM (NVRAM)                                                   | 64 MB RAM (NVRAM)                                                   | 64 MB RAM (NVRAM)                                                   | 64 MB RAM (NVRAM)                                                   | 64 MB RAM (NVRAM)                                                   | 64 MB RAM (NVRAM)                                                   | 128 MB RAM (SDRAM)                                            | 128 MB RAM                                                                      |
| Prozessor            | 144 MHz ARM                                                      | 312 MHz Intel XScale                                                | 312 MHz Intel XScale                                                | 312 MHz Intel XScale                                                | 312 MHz Intel XScale                                                | 312 MHz Intel XScale                                                | 300 MHz Samsung SC32442A                                            | 333 MHz TI Omap 2430                                          | 400 MHz Qualcomm MSM7201                                                        |
| Erweiterungs- karten | SD und MMC                                                       | SD und MMC                                                          | SD und MMC                                                          | MicroSD                                                             | SD und MMC                                                          | MiniSD                                                              | MiniSD                                                              | MicroSDHC, SDIO                                               | MicroSDHC                                                                       |
| Schnittstellen       | USB proprietärer Treo-Connector, Infrarot, 2,5 mm Klinkenstecker | USB Multi-Connector, Infrarot, Bluetooth 1.1, 2,5 mm Klinkenstecker | USB Multi-Connector, Infrarot, Bluetooth 1.2, 2,5 mm Klinkenstecker | USB Multi-Connector, Infrarot, Bluetooth 1.2, 2,5 mm Klinkenstecker | USB Multi-Connector, Infrarot, Bluetooth 1.2, 2,5 mm Klinkenstecker | USB Multi-Connector, Infrarot, Bluetooth 1.2, 2,5 mm Klinkenstecker | USB Multi-Connector, Infrarot, Bluetooth 1.2, 2,5 mm Klinkenstecker | USB Micro-USB, Infrarot, Bluetooth 2.0, 2,5 mm Klinkenstecker | USB Micro-USB, Infrarot, Bluetooth 2.0, 3,5 mm Klinkenstecker                   |
| Stromversorgung      | Lithium-Ionen-Akku (fest eingebaut)                              | Lithium-Ionen-Akku 1800 mAh                                         | Lithium-Ionen-Akku 1200 mAh                                         | Lithium-Ionen-Akku 1150 mAh                                         | Lithium-Ionen-Akku                                                  | Lithium-Ionen-Akku 1200 mAh                                         | Lithium-Ionen-Akku 1200 mAh                                         | Lithium-Ionen-Akku 1150 mAh                                   | Lithium-Ionen-Akku 1500 mAh                                                     |
| Kamera               | VGA                                                              | VGA                                                                 | VGA                                                                 | 1,3 Megapixel                                                       | 1,3 Megapixel                                                       | 1,3 Megapixel                                                       | 1,3 Megapixel + Video                                               | 2 Megapixel                                                   | 2 Megapixel + Video                                                             |
| Gewicht              | 168 g                                                            | 178 g                                                               | 157 g                                                               | 124 g                                                               | 170 g                                                               |                                                                     | 154 g                                                               | 140 g                                                         | 133 g                                                                           |
| Netzwerk             | GSM 850, 900, 1800, 1900 MHz, GPRS                               | GSM 850, 900, 1800, 1900 MHz, GPRS, EDGE, CDMA                      | GSM 850, 900, 1800, 1900 MHz, GPRS, EDGE                            | GSM 850, 900, 1800, 1900 MHz, GPRS, EDGE                            | CDMA2000 EVDO, 1800, 900 MHz                                        | CDMA2000 EVDO, 1800, 900 MHz                                        | GSM 850, 900, 1800, 1900 MHz, GPRS, EDGE, UMTS                      | CDMA2000 EVDO, 1800/900 MHz                                   | GSM 850, 900, 1800, 1900 MHz, GPRS, EDGE, UMTS bzw. CDMA2000 EVDO, 1800/900 MHz |
| SAR-Wert             |                                                                  | 0,99 W/kg                                                           | 0,68 W/kg                                                           | 0,74 W/kg                                                           | 1,26 W/kg                                                           |                                                                     | 0,74 W/kg                                                           |                                                               |                                                                                 |